# تشاه رقم 2 (كويرات)
تشاه رقم 2 (بالإنجليزية: Chah-e Shomareh-ye Do)‏ هي منطقة سكنية تقع في إيران في أصفهان. يقدر عدد سكانها بـ 22 نسمة .